# Iablanița
Iablanița is een Roemeense gemeente in het district Caraș-Severin.
Iablanița telt 2416 inwoners.